# 千田貞敏
千田 貞敏（せんだ さだとし、1890年（明治23年）7月22日 - 1944年（昭和19年）12月25日戦死認定）は、日本の海軍軍人。ビアク島の戦いにて戦死。戦死後、一階級進級し海軍中将。正四位勲二等旭日重光章。
第一・第二連合航空隊司令官である桑原虎雄の下で第十三航空隊司令を務め、同時期の第十二航空隊司令を務めた三木森彦らと共に、海軍航空隊黎明を支えた人物の中心。

## 略歴
鹿児島県、現在の鹿児島市で生まれた。府立一中を経て、海軍兵学校40期。海兵同期に、大西瀧治郎、多田武雄、宇垣纏、山口多聞、吉良俊一ら。1921年（大正10年）、海兵同期の大西瀧治郎、吉良俊一、三木森彦らと共に選抜され、センピル教育団の講習に参加。のち横須賀航空隊1期生。1925年（大正14年）から1927年（昭和2年）にかけて、逓信省航空官。日中戦争開戦時以降は海軍第二連合航空隊第13航空隊司令。渡洋爆撃に参戦し、第二次上海事変にて公大飛行場を制圧する。ゴルフ場を急遽改装したぬかるみだらけの飛行場だったため、その後も九六式艦上戦闘機が離着陸時に相次いで破損した。
1938年（昭和13年）3月18日、民間航空増強のために逓信省において航空局改組により新設なった航空局技術部乗員課長に抜擢され、民間操縦士及び機関工の養成にあたった。1939年（昭和14年）10月11日、鹿島海軍航空隊司令、1941年（昭和16年）3月15日、霞ヶ浦海軍航空隊司令を経て、太平洋戦争開戦にて、1942年（昭和17年）11月1日、第14連合航空戦隊司令官に就任。
1944年（昭和19年）5月1日、第28根拠地隊司令官に着任。従来からの島嶼伝いでの「不沈空母構想」による飛行場建設、警備などに携わる。程なくして、第2方面軍司令官・阿南惟幾陸軍大将の方針により到着早々根拠地隊のいるビアク島にて米軍を迎え撃つこととなり、相手米軍の火焔放射攻撃に耐え、1ヶ月あまりの壕での交戦の末、戦死した。

## 栄典
位階
- 1914年（大正3年）1月30日 - 正八位[3]
- 1916年（大正5年）1月21日 - 従七位[4]

勲章
- 1943年（昭和18年）10月9日  - 勲二等瑞宝章[5]

## 家族親族
- 父は陸軍少将の千田貞幹。弟は千田貞季（陸軍中将）硫黄島の戦いで戦死。